# Oenothera grisea
Oenothera grisea là một loài thực vật có hoa trong họ Anh thảo chiều. Loài này được (Bartlett) Rostanski mô tả khoa học đầu tiên năm 1985.